# Arroyo McKnight
El arroyo McKnight es un río de agua de deshielo glacial de 1,5 km de largo. Está en la Tierra de Victoria, en la Antártida Oriental. En el valle Taylor fluye desde el extremo inferior del glaciar Commonwealth en dirección suroeste hasta el extremo oriental del lago Fryxell, al que llega entre el   arroyo Lost Seal y el arroyo Aiken.
El Comité Consultavo sobre Nomenclatura Antártica nombró el arroyo con este nombre en 1992 en honor a la hidróloga estadounidense Diane Marie McKnight (1953-), jefa del equipo del Servicio Geológico de los Estados Unidos que examinó el sistema fluvial del lago Fryxell entre 1987 y 1994.